# 鄞县五马
鄞县五马，又称“北大五马”，是五位马姓教授，专于国学，都以研究中国文化闻名。都是北京大学中文系教授。在北京大学中文系有“一钱（钱玄同）、二周（周树人、周作人）、三沈（沈士远、沈尹默、沈兼士）、五马（马裕藻、马衡、马鉴、马准、马廉）”之谓。出自浙江省宁波鄞县邱隘（今属宁波市鄞州区）盛垫村。

## 代表人物
- 父亲马海曙
- “五马”：
  - 马裕藻（1878年－1945年），世称马幼渔，本名马巽，字幼渔，以字行。专长文字学、音韵学。北京大学教授。女儿马珏，北大“校花”。
  - 马衡（1881年－1955年），字叔平，别署无咎、凡将斋主。国学大师，专长金石学、考古学，也是篆刻家、书法家。曾任教清华大学、北京大学、北京师范大学、輔仁大學，曾任故宫博物院院长。岳父“五金大王”叶澄衷。有子马彦祥、马文冲。孙马思猛。
  - 马鑑（1883年－1959年），字季明。文史学者。任教燕京大学、香港中文大学。夫人鄭心如，長子馬咸、次子馬蒙、三子馬豫、幼子馬臨，長女馬彤、次女馬彰、三女馬彬、幼女馬彥。其中馬臨日后成为香港中文大学第二、三任校长。[4]
  - 马准（1887年—1943年），字太玄。专长研究中国风俗。北京大学教授，讲授文字学和目录学。后转至中山大学。
  - 马廉（1893年—1935年），字隅卿。专长研究中国小说、戏曲，也是藏书家。曾先后担任北平孔德学校总务长，北平师范大学、北京大学教授。1926年8月，继鲁迅之任于北京大学中文西讲授中国小说史。逝于北大讲台。